# استوانه کوروش
استوانهٔ کوروش یا منشورِ کوروش لوحی از گِل پخته است که در سال ۵۳۸ پیش از میلاد به فرمانِ کوروش بزرگ هخامنشی نگاشته شد. این استوانه در موزه بریتانیا نگهداری می‌شود و بخش‌هایی از آن شکسته و مفقود شده است. نسخهٔ دیگری از متنِ استوانه بر روی دو قطعه لوحِ گِلی یافت شده که آن‌ها نیز در مجموعهٔ بابِلیِ موزهٔ بریتانیا هستند و بازماندهٔ نسخهٔ بایگانی‌شدهٔ همین استوانه دانسته می‌شوند.
نیمهٔ نخست این لوح از زبان رویدادنگارانِ بابلی و نیمهٔ پایانیِ آن، سخنان و دستورهای کوروش است که همگی به زبان و خط میخی اکدی (بابلی نو) نوشته شده است. این استوانه در سال ۱۸۷۹ میلادی (۱۲۵۸ خورشیدی) در نیایشگاه اِسَگیله در شهرِ بابِلِ باستانی پیدا شده و در موزهٔ بریتانیا در شهر لندن نگهداری می‌شود. نامِ دبیر و نگارنده‌ای که از متنِ استوانهٔ کوروش نسخه‌برداری کرده قیشتی-مردوک بوده ولی نامِ دبیری که متنِ اصلی را نوشته، مشخص نیست.
دبیران بابِلی در نوشتن استوانهٔ کوروش، از سنت هزار سالهٔ کتیبه‌های ساختمانی سلطنتی آشوری و بابلی الهام گرفتند. در چنین متن‌هایی پادشاهان نه تنها ساخت و بازسازی پرستشگاه‌ها، کاخ‌ها، برج‌وباروها، آبراهه‌ها، و دیگر فعالیت‌های عمومی را یادآور شده‌اند، بلکه از این فرصت برای زنده نگاه داشتن نام، تبارنامه، القاب و صفات خود، پشتیبانی خدایان از فرمانروایی خویش، و گاهی نیز برای اشاره به کرده‌هایشان استفاده می‌کردند.
این استوانه در ماه مارس ۱۸۷۹ توسط هرمزد رسام در جریان کاوش‌های او در بابِل، بر تپهٔ موسوم به عَمران یافت شد. بعدها مشخص شد که شمال این تپه، محل پرستشگاه اِسگیله است اما چون در آن زمان این پرستشگاه در زیر خاک مدفون بود، مشخص نیست که استوانه در چه فاصله‌ای از این پرستشگاه یافت شده است اما به نظر می‌رسد که استوانه در میان یک دیوار بزرگ در جنوب عَمران یافته شده‌باشد. همین نکته و همچنین شکل استوانه‌ای کتیبه نشان می‌دهد که این استوانه به‌عنوان یک کتیبهٔ پیِ بنا، درون یک دیوار قرار داده شده بود.
در سال ۱۹۷۱، پاول-ریچارد برگر کشفی شگفت‌آور انجام داد مبنی بر اینکه یک قطعهٔ بزرگ میخی از استوانهٔ کوروش در دانشگاه ییل در ایالات متحدهٔ آمریکا وجود دارد که سطرهای ۳۶ تا ۴۵ از متن کتیبه را شامل می‌شود. در پی کشف ریچارد برگر، قطعهٔ ییل به استوانهٔ کوروش در لندن اضافه شد و میان دپارتمان آثار باستانی آسیایی و مجموعهٔ بابلی در کتابخانهٔ یادبودی استرلینگ در دانشگاه ییل ترتیبی داده شد که قطعهٔ ییل به‌صورت قرض بلندمدت به موزهٔ بریتانیا داده شود.
متن حاوی روایتی از فتح بابل توسط کوروش در ۵۳۹ پیش از میلاد است و با گفتاری از مردوک ایزد بابلی در مورد جنایت‌های نبونعید، آخرین پادشاه کلدانی، آغاز می‌شود (سطرهای ۴–۸). در ادامه روایتی از جستجوی مردوک برای یافتن پادشاه شایسته، انتساب کوروش به حکمرانی تمام جهان و عاملیت او در فتح بابل بدون جنگ آورده شده (سطرهای ۹–۱۹). سپس کوروش با لحن اول شخص القاب و نسب خود را برمی‌شمرد (سطرهای ۲۰–۲۲) و اعلام می‌کند که صلح کشور را تضمین کرده (سطرهای ۲۲–۲۶) که به موجب آن او و پسرش کمبوجیه مشمول رحمت مردوک شده‌اند (سطرهای ۲۶–۳۰). او بازسازی معبد، که در دوران زمامداری نبونعید به فراموشی سپرده شده بود و اجازه‌اش به تبعیدشدگان مبنی بر بازگشت به میهن‌شان را توصیف می‌کند (سطرهای ۳۰–۳۶). در پایان، پادشاه بازسازی دفاع شهر بابل را توصیف کرده (سطرهای ۳۶–۴۳) و گزارش می‌کند که به هنگام بازسازی، کتیبه‌ای از آشوربانی‌پال را دید (سطرهای ۴۳–۴۵).

## پیشینه

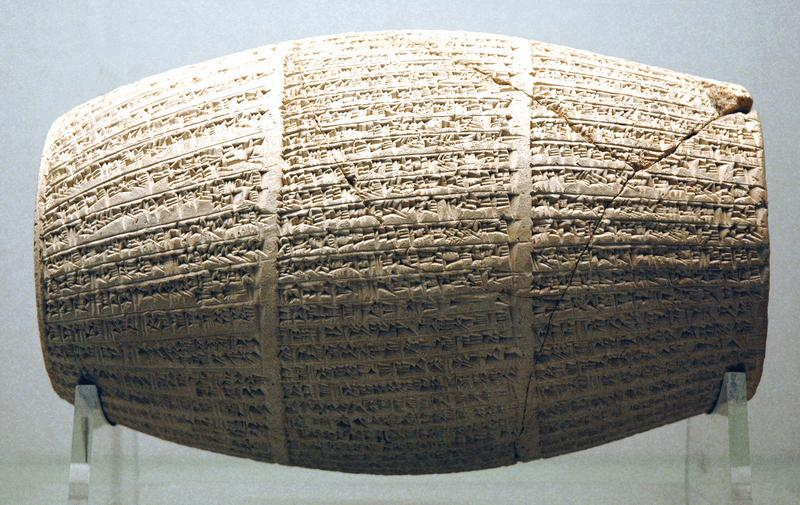
استوانهٔ نبونایید

دبیران بابِلی در نوشتن استوانهٔ کوروش، از سنت هزار سالهٔ کتیبه‌های ساختمانی سلطنتی آشوری و بابلی الهام گرفتند. در چنین متن‌هایی پادشاهان نه تنها ساخت و بازسازی پرستشگاه‌ها، کاخ‌ها، برج‌وباروها، آبراهه‌ها، و دیگر فعالیت‌های عمومی را یادآور شده‌اند، بلکه از این فرصت برای زنده نگاه داشتن نام، تبارنامه، القاب و صفات خود، پشتیبانی خدایان از فرمانروایی خویش و گاهی نیز برای اشاره به کرده‌هایشان استفاده می‌کردند. اشیائی که این متن‌ها بر روی آن‌ها نوشته می‌شدند، در شالوده یا پایه‌های ساختمان‌های یادبودی قرار می‌گرفتند؛ به این امید که فرمانروایان بعدی و دبیرانشان این یادبودها را بیابند و شناسایی کنند و به آن‌ها ادای احترام کنند. از این رو، این اسناد با مجسم کردن و گاهی با بیان گذشته‌ای دور و با اشاره و امید به آینده‌ای نامعلوم، نگاه باستانی به آن چیزی را نشان می‌دهند که امروزه به آن «تاریخ» می‌گویند. آگاهی‌هایی که فرمانروایان برای انتقال به نسل‌های بعد گزینش می‌کردند، دانش آیندگان دربارهٔ تاریخ میان‌رودان و برداشت تاریخی آن‌ها را شکل می‌داد و محدود نیز می‌کرد.
استوانهٔ گلی بُشکه‌مانند کوروش، شبیه به اشیائی بود که از دوران فرمانروایی پادشاهان آشور نو و بابل نو، از سدهٔ هشتم پیش از میلاد بسیاری از کتیبه‌های سلطنتی بابلی بر روی آن‌ها نوشته می‌شد. این شکلِ خاص، در دوران بابل نو رایج بود و تنها برای گل‌نوشته‌هایی همچون متن‌های شاهی به‌کار می‌رفت که در پیِ بنا دفن می‌شدند. پیش از این نیز گل‌نوشته‌هایی با همین شکل در میان‌رودان ساخته شده‌اند و استوانهٔ کوروش نیز در ادامهٔ همین سنت ساخته شده است. در حقیقت متن توسط کاهنان مردوک با تقلیدی از متون کهن آشور نو، به ویژه کتیبه‌های نوشته‌شدهٔ آشوربانی‌پال در بابل، نوشته شده است؛ بنابراین، استوانه ساختی به شیوهٔ معمول کتیبه‌های میان‌رودان دارد و به‌عنوان پیِ بنا در دیوار بابل برای یادبود بازسازی‌های کوروش در آن‌جا گذاشته شده است.
روند نوشتن نوشته‌های باستانی میان‌رودان چنین بود که معمولاً با ترکیب کلمهٔ «آن‌گاه که…» آغاز می‌شوند؛ سپس گزارشی از اتفاقی می‌دهند و بعد در انتها می‌گویند به عنوان مثال بعد از این اتفاق من چنین کاری کردم. استوانهٔ کوروش یکی از آخرین نمونه‌های شناخته‌شدهٔ این موارد است. از این نظر استوانهٔ کوروش با استوانه‌های نوشته‌شدهٔ پادشاهان بابل نو، که درست پیش از کوروش فرمانروایی می‌کردند و در آن‌ها متن‌ها معمولاً در دو ستون موازی حول محیط یک دایره نقش می‌بستند تفاوت دارد اما به استوانه‌های کهن‌تر که به یادبود پادشاهان آشور نو ساخته شده بودند، شبیه است و این همانندی ممکن است آگاهانه بوده باشد.
به‌عقیدهٔ ماریو لیوِرانی تفسیر صحیح این متون نیازمند توجه به سیاق، اهداف و ادبیات نگارش چنین متونی است و مخاطب این استوانه‌ها نیز خدایان و شاهان آینده هستند؛ بدین معنا که به خدایان اطمینان داده می‌شود که شاه رسالتی را که خدایان به او داده‌اند به نحو احسن انجام داده است و شاهان آینده نیز راه و رسم حکومت و احترام به آثار شاهان پیشین را می‌آموزند.

## کشف

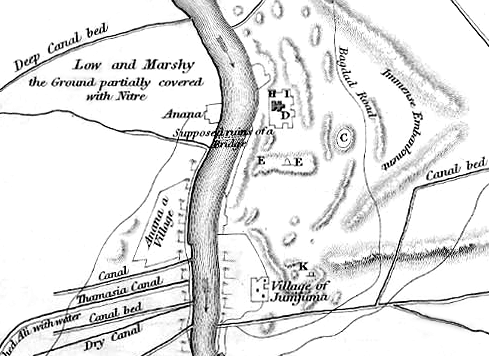
نقشهٔ محوطهٔ باستانی بابل در سال ۱۸۲۹. کاوش‌گرانِ رسام، استوانهٔ کوروش را در دهانهٔ تپهٔ عَمران ابن علی (که با حرف E در مرکز نقشه علامت‌گذاری شده است) یافتند.

استوانهٔ کوروش در ماه مارس ۱۸۷۹ (برابر با اسفند ۱۲۵۷ تا فروردین ۱۲۵۸) توسط هُرمُزد رَسام در جریان کاوش‌های او در بابِل، بر تپهٔ موسوم به عَمران یافت شد. بعدها مشخص شد که شمال این تپه، محل پرستشگاه اِسگیلَ است اما چون در آن زمان این پرستشگاه در زیر خاک مدفون بود، مشخص نیست که استوانه در چه فاصله‌ای از این پرستشگاه یافت شده است اما به نظر می‌رسد که استوانه در میان یک دیوار بزرگ در جنوب عَمران یافته شده‌باشد. همین نکته و همچنین شکل استوانه‌ای کتیبه نشان می‌دهد که این استوانه به‌عنوان یک کتیبهٔ پیِ بنا، درون یک دیوار قرار داده شده بود.
هرمزد رسام در کتاب خود، این استوانه را «از مهم‌ترین کشفیات دوران‌ها» دانسته و نوشته است که یک استوانهٔ گلی شکسته در ویرانه‌های جیمجیما به‌دست آورده و هِنری راولینسون با خواندن آن دریافته که این کتیبه، متنی رسمی از تصرف بابل به‌دست کوروش است. وی همچنین از اینکه بخشی از استوانه شکسته و گم شده، ابراز تأسف کرده است.

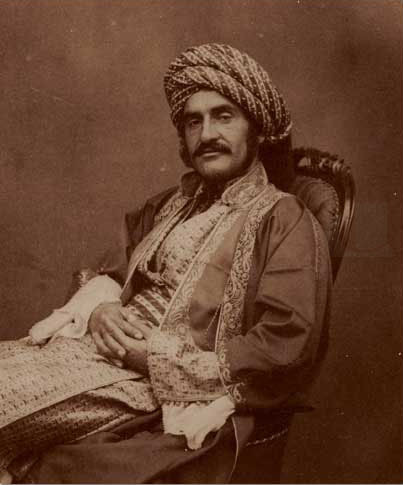
هرمزد رسام، کاشف استوانهٔ کوروش

با اینکه رسام در سال ۱۸۹۷ در کتاب خویش محل کشف استوانه را جیمجیما ذکر کرده بود اما پیش از آن در سال ۱۸۷۹، یعنی در همان سالی که استوانه را پیدا کرد در نامه‌ای به ساموئل برچ، سرپرست بخش عتیقات موزهٔ بریتانیا، محل کشف استوانه را عَمران نوشته بود. البته این اختلاف مشکل چندانی ایجاد نمی‌کند، چرا که در نقشه‌های آن‌زمان، جیمجیما همان بخش جنوبی تپهٔ عَمران است اما هنوز مشخص نیست که تا کدام بخش از تپه را جیمجیما می‌دانسته‌اند. روستای جیمجیما و منطقه‌ای که به‌نام جیمجیما نامیده می‌شد در جایی قرار داشتند که بخشی از دیوار ایمگور-اِنلیل، یکی از دیوارهای درونی بابل نیز به آن‌جا می‌رسیده است. این همان دیواری است که کوروش در متن استوانه از بازسازی آن سخن گفته است. برخی از پژوهشگران بر این باورند که چون در متن کتیبه از بازسازی دیوار ایمگور-اِنلیل صحبت شده، استوانه می‌باید مربوط به همین دیوار باشد. اما از آن‌جا که محل دقیق دیواری که استوانه در آن به‌دست‌آمده هنوز به‌درستی مشخص نشده، بنابراین هنوز با اطمینان نمی‌توان گفت که کاوشگران گروه رسام، این استوانه را درون چه دیواری یافته‌اند. آنچه به‌خوبی مشخص است این است که استوانه درون دیواری در جنوب تپهٔ عَمران و نزدیک روستای جیمجیما به‌دست آمده است.
استوانهٔ کوروش در حفاری اصلی آسیب ندیده بود و زمانی که به موزهٔ بریتانیا در لندن رسید، نه‌تنها کامل نبود، بلکه قطعه‌قطعه بود. کارمندان موزه این قطعات را به هم چسباندند. با این حال، چنان‌که بعید به‌نظر نمی‌رسد، استوانه پس از نخستین کاوش از چند نقطه شکسته‌شد، قطعاتی که از کاوش به‌دست آمده‌بودند به‌راحتی می‌توانند ناپدید شوند، چنان‌که یکی از قطعات آن (موسوم به قطعهٔ ییل) از طریق بازار به‌دست جیمز نیس رسیده بود. دربارهٔ تاریخچهٔ قطعهٔ ییل میان کشفش در سال ۱۸۷۹ تا ۱۹۰۵ چیزی نمی‌دانیم. چنان‌که محتمل است، اگر قطعاتِ دیگر در ابتدا به یک دلال در بغداد رسیده‌باشند وی ممکن است به‌علت جذب خریداران متعدد، قطعاتی از لوحه‌ها را تکه‌تکه کرده باشد و همیشه این احتمال وجود دارد که قطعه یا قطعاتی از استوانهٔ کوروش در مجموعه‌ای ناشناس وجود داشته باشد و روزی پدیدار شود.

### قطعهٔ افزوده از دانشگاه ییل
در سال ۱۹۷۱، پاول-ریچارد برگر کشفی شگفت‌آور انجام داد مبنی بر اینکه یک قطعهٔ بزرگ میخی از استوانهٔ کوروش در دانشگاه ییل در ایالات متحدهٔ آمریکا وجود دارد که سطرهای ۳۶ تا ۴۵ از متن کتیبه را شامل می‌شود. این قطعه که مدت‌ها پیش منتشر شده بود، بخشی از استوانهٔ کوروش موزهٔ بریتانیا بود و بعداً به آن افزوده‌شد. قطعهٔ ییل سال‌ها پیش توسط جیمز نیس، گردآورندهٔ خصوصی آثار تاریخی، در بروکلین نیویورک پیدا شده بود که بعداً این قطعه را به‌همراه دیگر مجموعهٔ میخی‌اش به دانشگاه ییل تقدیم کرد. اگرچه که قطعهٔ استوانه به‌طور خاص در دومین مجلد متن‌های تاریخی، مذهبی و اقتصادی و آثار باستانی توسط خود جیمز نیس و کلرنس کایسر در سال ۱۹۲۰ منتشر شده بود اما ارتباطش با استوانهٔ کوروش مشخص نشده بود. در پی کشف ریچارد برگر، قطعهٔ ییل به استوانهٔ کوروش در لندن اضافه شد و میان دپارتمان آثار باستانی آسیایی و مجموعهٔ بابلی در کتابخانهٔ یادبودی استرلینگ در دانشگاه ییل ترتیبی داده شد که قطعهٔ ییل به‌صورت قرض بلندمدت به موزهٔ بریتانیا داده شود و در ازای آن، یک رونوشت بابلی از نخستین لوحهٔ حماسهٔ آفرینش بابلی (BM 93015) به دانشگاه ییل داده‌شود.

## مشخصات ظاهری

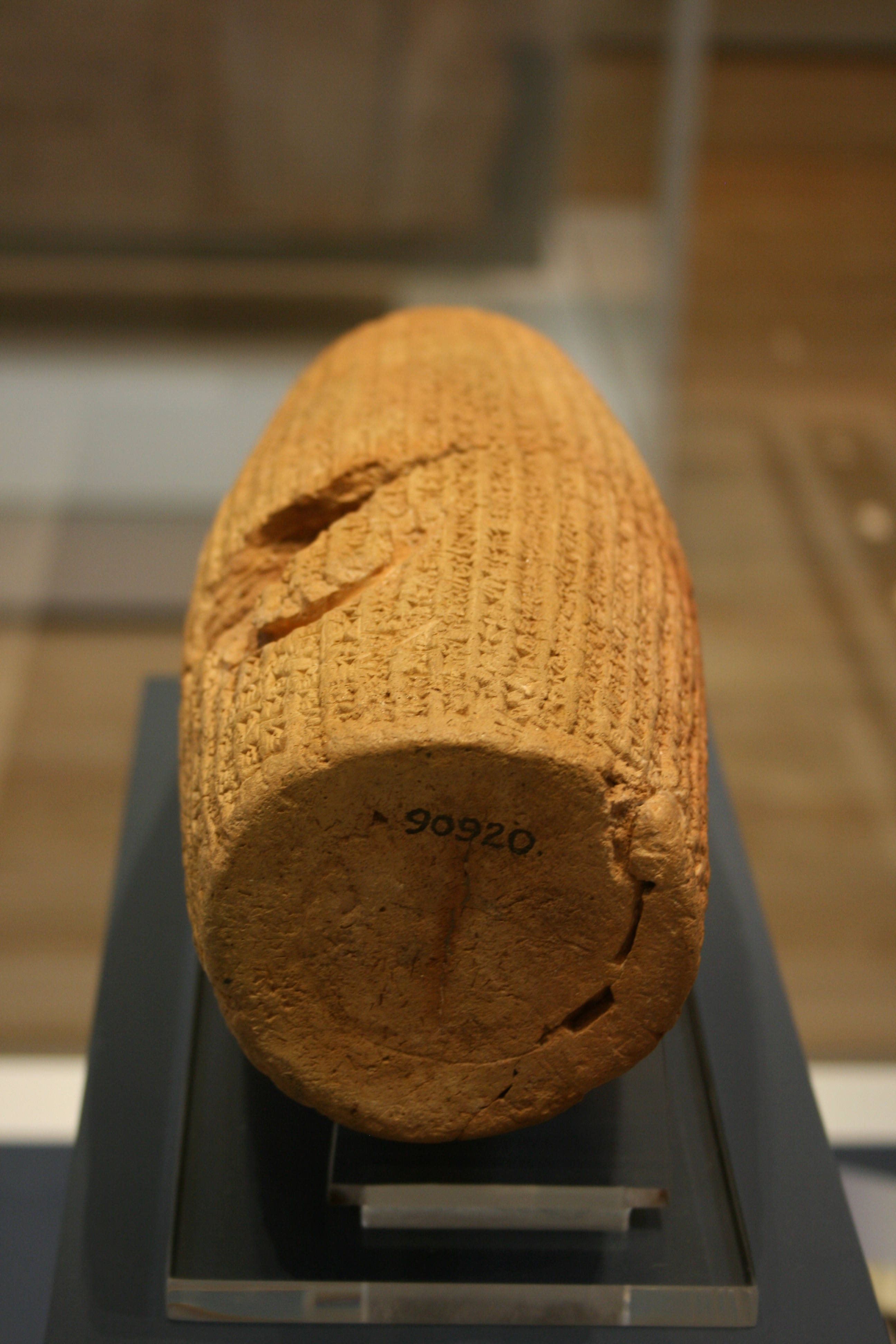
استوانهٔ کوروش از نمای سمت راست

استوانهٔ کوروش استوانه‌ای از جنس خاک رس است که از دو قسمت تشکیل شده است؛ تکهٔ نخست همان قطعهٔ اصلی گل‌نوشته است که هرمزد رسام آن را کشف کرده بود و در ۳۵ خط نوشته شده، و تکهٔ دوم شامل خط‌های ۳۶ تا ۴۵ می‌شود که توسط پاول-ریچارد برگر پیدا شد. طول این استوانه ۲۲٫۵ سانتیمتر (۸٫۹ اینچ) و عرض آن در قطورترین حالت ۱۰ سانتیمتر (۳٫۹ اینچ) است. این گل‌نوشته به‌شکل استوانه‌ای است که دو انتهای این استوانه باریک‌تر و در وسط کمی بَرآمده است.
متن این استوانه شامل ۴۵ خط می‌شود که روی‌هم‌رفته حدود ۲۰ سطر از آن کاملاً شکسته‌شده و امروزه در دست نیست و سه سطر ابتدایی آن نیز تقریباً به‌طور کامل شکسته‌اند و قابل خواندن نیستند.
تکهٔ نخست این استوانه پس از کشف به موزهٔ بریتانیا انتقال یافت و با شمارهٔ BM 90920 در این موزه نگهداری می‌شود. تکهٔ دوم با شمارهٔ NBC 2504 در مجموعهٔ دانشگاه ییل نگهداری می‌شد اما اکنون به‌صورت امانت در موزهٔ بریتانیا نگهداری می‌شود.

## متن استوانه
متن حاوی روایتی از فتح بابل توسط کوروش در ۵۳۹ پیش از میلاد است و با گفتاری از مردوک ایزد بابلی در مورد جنایت‌های نبونایید، آخرین پادشاه کلدانی، آغاز می‌شود (سطرهای ۴–۸). در ادامه روایتی از جستجوی مردوک برای یافتن پادشاه شایسته، انتساب کوروش به حکمرانی تمام جهان و عاملیت او در فتح بابل بدون جنگ آورده شده (سطرهای ۹–۱۹). سپس کوروش با لحن اول شخص القاب و نسب خود را برمی‌شمرد (سطرهای ۲۰–۲۲) و اعلام می‌کند که صلح کشور را تضمین کرده (سطرهای ۲۲–۲۶) که به موجب آن او و پسرش کمبوجیه مشمول رحمت مردوک شده‌اند (سطرهای ۲۶–۳۰). او بازسازی معبد، که در دوران زمامداری نبونایید به فراموشی سپرده شده بود و اجازه‌اش به تبعیدشدگان مبنی بر بازگشت به میهن‌شان را توصیف می‌کند (سطرهای ۳۰–۳۶). در پایان، پادشاه بازسازی دفاع شهر بابل را توصیف کرده (سطرهای ۳۶–۴۳) و گزارش می‌کند که به هنگام بازسازی، کتیبه‌ای از آشوربانی‌پال را دید (سطرهای ۴۳–۴۵).

### محتوا
متن استوانه به‌طور مشخص از دو بخش اصلی تشکیل شده است:
1. بخش نخست که در آن از نبونایید و کوروش سخن گفته شده و از آن‌ها به‌صورت سوم شخص یاد می‌شود (سطر ۱–۱۹). نویسندهٔ این بخش احتمالاً یکی از کاتبان یا کاهنان بابلی بوده است.
2. بخش دوم که طولانی‌تر است، به‌طور مستقیم از زبان کوروش به‌صورت اول شخص بیان شده است (سطر ۲۰ به بعد). به‌نظر می‌رسد متن این قسمت از سوی یک مترجم یا کاتب یا فردی که به هردو زبان فارسی باستان و بابلی آشنا بوده، در اختیار نویسندهٔ بابلی قرار گرفته و آن نویسنده، متن را به‌شیوهٔ نوشتاری رایج در بابل تنظیم کرده است.

متن با پیشگفتاری آغاز می‌شود که سطرهای نخست آن از میان رفته است. احتمالاً این پیشگفتار بر اساس الگوهای بابلی نوشته شده بود. متن به‌صورت یک بیانیه تنظیم شده است و در آن تلاش نویسندگان بر این بوده تا هر جمله در یک سطر بیان شود و در پایان هر سطر، جمله به پایان برسد. تنظیم‌کنندگان متن تا حد امکان در این کار موفق بوده‌اند اما در چند مورد به‌دلیل نوع جمله‌بندی، جمله در پایان سطر تمام نشده است.

متن استخراج شدهٔ خطوط ۱۵ تا ۲۱ استوانهٔ کوروش

متن استوانهٔ کوروش با دیدگاه مردوک آغاز شده است (سطر ۱–۱۰) که با خشمی خدایی وضعیت بابل را در دورهٔ فرمانروایی پادشاه بابلی نظاره می‌کرد. متن آسیب دیده و بسیاری از جزئیات آن از بین رفته است اما با زبانی جانبدارانه و متقاعدکننده به ساخت و وقف پرستشگاهی موهن به مقدسات، به برانداختن حمایت‌های مناسب از پرستشگاه و آیین مردوک که توهینی به حرمت خدای بزرگ بود، به تحمیل مالیات‌های ویرانگر بر مردم و به ناراحتی و ترک پرستشگاه دیگر خدایانی که مجسمه‌های آن‌ها به بابل آورده شده بودند و در آن‌جا نگاه داشته می‌شدند، اشاره می‌کند. نام نبونایید، پادشاه ستمگری که باعث این اوضاع بود از بین رفته است. متن آشکارا نام پسر و نایب‌السلطنهٔ او را در این گناهان به میان می‌کشد.
در ادامهٔ متن (سطرهای۱۰–۱۲) که هنوز از دید مردوک بیان می‌شود، از خشم خدا کاسته می‌شود. او به مکان‌های مقدس نابودشده (که باز هم از اصلاحات کوروش خبر می‌دهد) و وضعیت مرگ‌آور مردم «سومر و اکد» (اصطلاحی قدیمی برای بابل) می‌اندیشد. زاویهٔ دید متن با بررسی همهٔ سرزمین‌ها از سوی مردوک و جستجوی دقیق برای یافتن پادشاهی دادگر گسترش می‌یابد. او کوروش، شاه اَنشان را می‌یابد (سطرهای ۱۲–۱۳)، دست او را می‌گیرد، از او می‌خواهد تا فرمانروای برتر باشد و ماد و سرزمین‌های کوهستانی مجاور بابل را مطیع خود سازد (باز هم از اصطلاحات ادبی کهن برای این سرزمین‌ها استفاده شده است نه از نام‌های سیاسی تازه). مردوک که از کارهای نیک کوروش خشنود شده است، به او فرمان می‌دهد که به بابل آید (سطرهای ۱۴–۱۵). در اینجا زاویهٔ دید محدود می‌شود و از نگاه کردن آسمانی به همراهی در زمین تغییر می‌کند (سطرهای ۱۵–۱۷). مردوک کوروش را همراهی می‌کند و همچون یک دوست و همراه در کنارش گام برمی‌دارد، و سپاه بزرگِ مجهز به جنگ‌افزار او در کنارش پیش می‌رفتند. مردوک کوروش را بدون جنگ و نبرد به بخشی در مرکز بابل بُرد که شوانَه نام داشت و کاخ سلطنتی و پرستشگاه مردوک در آن‌جا بود. او نبونایید پادشاه ناپرهیزگار بابلی را تسلیم کرد (چیز بیش‌تری از او گفته نشده است). مردم بابل و سومر و اکد و رهبران و حاکمان‌شان (باز هم از اصطلاحات قدیمی که دیگر از لحاظ سیاسی کاربرد نداشتند استفاده شده است) به او احترام گذاشتند و خوشحال بودند که او را به عنوان یک نجات‌دهنده ستایش می‌کردند (سطرهای ۱۸–۱۹).
زاویهٔ دید روایت از نگاه‌کردن مردوک از آسمان به بابل و بررسی گستردهٔ همهٔ سرزمین‌ها و قدرت گرفتن کوروش در غرب ایران و پیشروی به سوی بابل و سپس به تخت نشستن او در مرکز بابل تغییر می‌کند. در ادامه زاویهٔ دید از خود مردوک به کوروش تغییر می‌یابد. بقیهٔ متن به عنوان سخنان شخص کوروش و چنین بیان می‌شود: «منم کوروش …» (سطر۲۰). کوروش به سه روش خود را معرفی می‌کند: نخست (سطر ۲۰) با اصطلاحات سیاسی و مجموعه‌ای از لقب‌های سلطنتی میان‌رودانی که پاره‌ای از آن‌ها به ویژه مورد توجه شاهان آشوری بود و حکومت جهانی بر بابل و بر سرتاسر جهان را نشان می‌داد؛ دوم (سطر ۲۱) با اصطلاحات قاطعانهٔ تبارشناسی و جغرافیایی غیرِ بابلی، که او را به عنوان نوادهٔ سه نسل از پادشاهان انشان، «دودمان جاودانهٔ پادشاهی» می‌خواند، همان‌طور که فرمانروایان بابلی باید این گونه باشند؛ سوم (سطر ۲۲) با اصطلاحات مذهبی که او را حمایت شده از سوی خدایان بابلی بِل (مردوک) و نَبو معرفی می‌کند. در سطرهای بعد عناصر اصلی روایت غیرشخصی در بخش نخست متن از زبان کوروش بیان می‌شود. کوروش ورود صلح‌آمیز خود به بابل (سطرهای ۲۲ تا ۲۴) و در نتیجهٔ آن رهایی بابل از آشوب، ستم و خستگی را شرح می‌دهد (سطرهای ۲۴ تا ۲۶). او تکرار می‌کند که این کارها را به‌عنوان نمایندهٔ مردوک انجام داده است (سطر ۲۳) و می‌گوید که اکنون تخت سلطنتی خود را در کاخ بابل برپا ساخته است (سطر ۲۳).
درست همان‌طور که مردوک پیش از این از بر تخت نشستن کوروش در ایران خشنود شده بود (سطر ۱۴)، در اینجا نیز کوروش می‌گوید مردوک از کارهای نیک او در بابل شادمان است. مردوک به پاداش این کارهای نیک به کوروش و پسرش کمبوجیه (همتای پرهیزکار ولیعهد شرور بابلی) و سپاهیان پیروزمند او برکت ارزانی می‌دارد (سطرهای ۲۶–۲۸). درست همان‌طور که مردم و بزرگان بابل بر پاهای کوروش بوسه می‌زدند (سطر ۱۸) او می‌گوید که همهٔ شاهانی که بر تخت نشسته‌اند از مدیترانه تا خلیج فارس و شاهان چادرنشین سرزمین آمورو، همه باج به بابل می‌آوردند و بر پاهایم بوسه می‌زدند (سطرهای ۲۸–۳۰).
سپس کوروش با تغییری صریح در بیان خود، به موقعیت‌های جغرافیایی می‌پردازد و دربارهٔ شهرها و سرزمین‌های آشور، شمال بابل، سرزمین‌های مسیر رود دیاله و شرق رود دجله تا شوش در خوزستان و نواحی بین بابل از سمت غرب و ماد و پارس از سمت شرق سخن می‌گوید. او می‌گوید که پرستشگاه‌های مقدس آن‌ها را از نو ساخته است، خدایانشان را به پرستشگاه‌ها بازگردانده و مردم را گرد آورده و به سکونتگاه‌هایشان بازگردانده است؛ در اینجا از گرد آوردن و سکونت دوباره استفاده شده است که از زمان حمورابی پادشاه بابل، شیوهٔ رایج برای بیان بازگرداندن صلح‌آمیز نظم بوده است (سطرهای ۳۰–۳۲). کوروش خدایان را به پرستشگاه‌هایشان بازگرداند (سطرهای ۳۳–۳۴) و به این ترتیب به جبران ناسپاسی نبونایید که باعث خشم خدایان شده بود (سطرهای ۹–۱۰) پرداخت، به این امید که خدایانی که به پرستشگاه‌هایشان بازگردانده شده‌اند به پاس کار نیک او، در مقابل خدایان بزرگ بابل، بِل (مردوک) و نَبو (پسر او)، به نیکی از او یاد کنند و خواستار برکت و دعا برای او و پسرش کمبوجیه باشند (سطرهای ۳۴–۳۶).
در آخرین سطرهای آسیب دیدهٔ متن، کوروش از کوشش‌های خود برای انجام وظایفش به‌عنوان فرمانروای بابل و سازنده و پشتیبان آیین پرستشگاه‌ها می‌گوید. او افزایش پیشکشی‌های روزانهٔ ماکیان (احتمالاً برای مردوک، سطر ۳۷) را شرح می‌دهد. او می‌گوید قصد دارد دیوار بزرگ بابل را مستحکم کند، گویی می‌خواهد این موضوع را بازگوید که بابل دژ فتح‌شدهٔ دشمن نیست، بلکه تختگاه سیاسی اوست (سطر ۳۸). او برای تکمیل ساخت خندقی نیمه‌کاره با آجر پخته و قیر مورد ستایش قرار گرفت (سطرهای ۳۹–۴۱).
کوروش از کارگذاشتن درهایی با چوب سدر و روکش مفرغین و با آستانه‌ها و دیگر قطعات آن‌ها در ساختمانی (شاید پرستشگاه مردوک) سخن می‌گوید (سطرهای ۴۲–۴۳). او می‌گوید در جریان این کار کتیبه‌ای از آشوربانی‌پال شاه آشوری را یافته و در جای خود قرار داده است (سطرهای ۴۳–۴۴) که درست مانند کتیبه‌های ساختمانی دشمن او، نبونایید، به یافتن اسنادی از شاهان کهن بابل اشاره می‌کند. در پایان متن استوانه، کوروش از مردوک می‌خواهد به او زندگانی دراز، سلطنتی پایدار و خاطره‌ای جاودانه ببخشد (سطرهای ۴۴–۴۵).
موضوع گل‌نوشته در سطرها به این ترتیب است:
- سطرهای ۱–۲: نامشخص (شکستگی)، احتمالاً مقدمه‌ای دربارهٔ بابل و خدای بزرگ آن مردوک
- سطرهای ۳–۸: توصیف کارهای ناشایست نبونایید
- سطرهای ۹–۱۱: توجه خدایان به رفتارهای نبونایید و رحم آوردن بر بابلیان
- سطرهای ۱۲–۱۵: معرفی کوروش و گزینش او از سوی خدایان
- سطرهای ۱۶–۱۷: تصرف بابل
- سطرهای ۱۸–۱۹: ستایش مردمان و بزرگان از کوروش و شادی آنان
- سطرهای ۲۰–۲۲: معرفی کوروش، عنوان‌هایش و نیکانش از سوی خود او
- سطرهای ۲۲–۲۶: شرح رفتار کوروش در بابل
- سطرهای ۲۶–۲۷: حمایت خدای مردوک از کوروش، کمبوجیه و سپاهیانش
- سطرهای ۲۸–۳۰: اعلام اطاعت مردمان و سرزمین‌های دیگر از کوروش
- سطرهای ۳۰–۳۶: بازگرداندن مردمان و خدایانشان بر سرزمین‌های خود
- سطرهای ۳۷–۳۸: افزایش پیشکشی برای خدایان
- سطرهای ۳۸–۴۳: شرح آبادگری‌های کوروش در بابل
- سطرهای ۴۳–۴۴: نامشخص (شکستگی)
- سطر ۴۵: نامشخص (شکستگی)، احتمالاً دعا برای کوروش و خاندانش

### ترکیب و مخاطبان
گاهی در کتیبه‌های سلطنتی شاهان بابلی و آشوری به «متخصصین» و «دانشمندانی» اشاره شده است که فرمانروایان برای ساختن پروژه‌ها، شناسایی کتیبه‌های کُهن و آماده کردن کتیبه‌های تازه با آن‌ها مشورت می‌کردند. دبیران از کتیبه‌های قدیمی نسخه‌برداری می‌کردند و همان‌طور که قطعه‌های تازه‌یافته‌شدهٔ استوانهٔ گلی کوروش نشان می‌دهد از متن این استوانه هم نسخه‌برداری شده است. نام دبیری که از متن استوانهٔ کوروش نسخه‌برداری کرده است، به جای مانده است و قیشتی-مردوک نام دارد اما نام دبیری که متن اصلی را نوشته است، ناشناخته است.

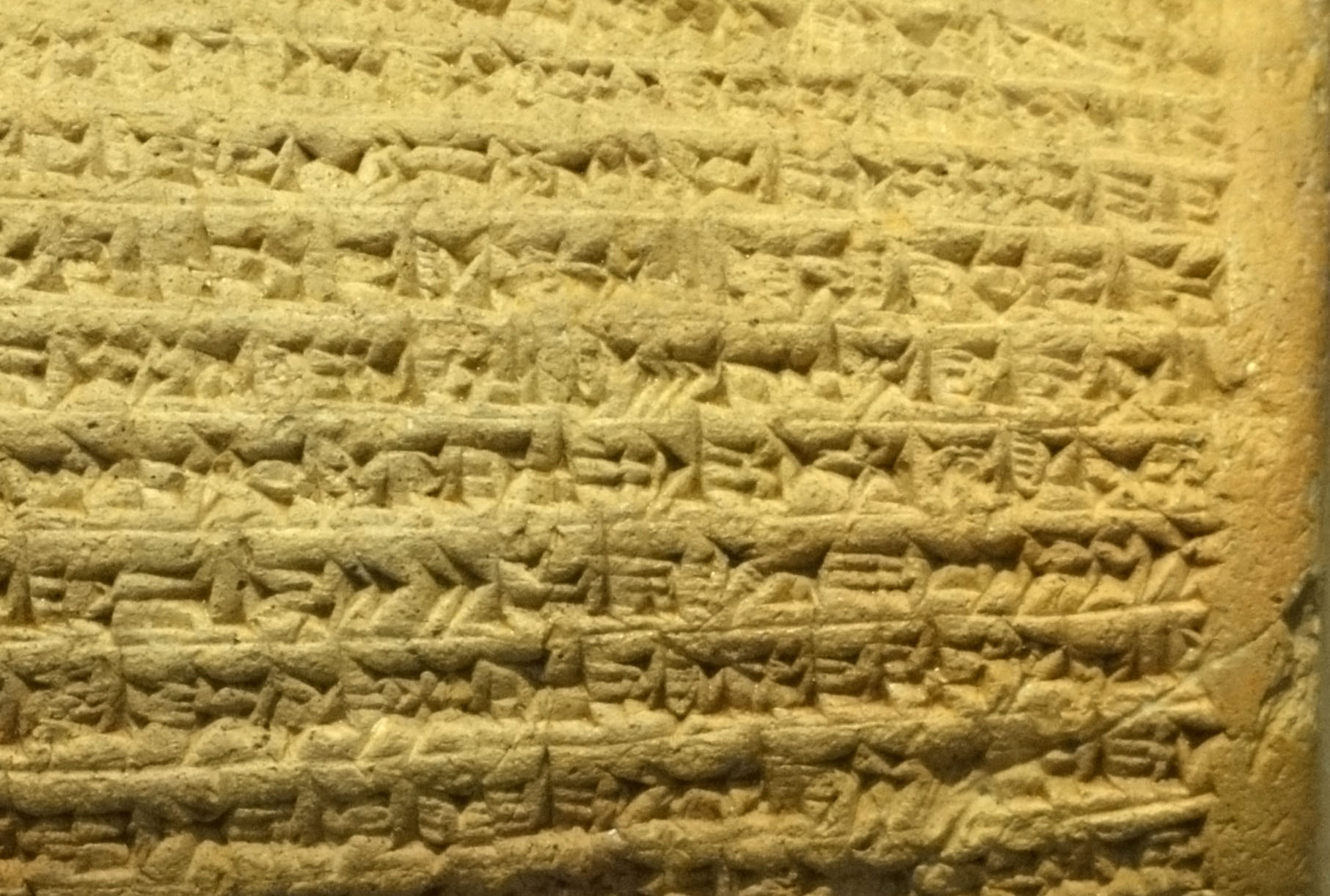
بخشی از متن استوانهٔ کوروش در نمای نزدیک

متن استوانه نشان می‌دهد که پردازندهٔ آن دارای دانش «تخصصی» واژگان، القاب، اصطلاحات و مَجازها، و عناصر نگارشی بوده است تا بتواند بیش‌تر، مهم بودن اثر را نشان دهد نه تازگی آن را. در ورای این ظاهر پرطمطراق، به ساختار دقیق و فاخر نیز توجه شده است. شروع متن با مضمونی تلفیقی یک نوآوری است: جملهٔ زمان‌دار آغاز متن که صحنه و موقعیت را آماده می‌کند مشخصه‌ای است که در کتیبه‌های کهن‌تر هم دیده می‌شد که بر روی ستون‌های سنگی یادبودی نوشته می‌شدند و در مکان باز قرار داده می‌شدند اما در کتیبه‌هایی که بر روی استوانه نوشته می‌شدند و در شالودهٔ ساختمان‌ها قرار می‌گرفتند، این ویژگی به چشم نمی‌خورد. عدم حضور کوروش در سطرهای آغازین در یک کتیبهٔ سلطنتی که موضوع اصلی مورد تأکید آن شاه است، بسیار عجیب است اما در اینجا نیز نوع متفاوتی از تأکید از طریق انتظار ایجاد می‌شود. توصیف اولیه از ستمگری نبونایید بسیار همانند به کتیبه‌ای بر روی یک ستون سنگی متعلق به خود نبونایید است که نابودی بابل به دست آشوری‌ها در سده‌های پیش را توصیف می‌کند. ارجاعات متقابل و تغییر بیان در بخش‌های نخست و دوم متن کوروش بسیار مؤثرتر از تکرار و بیان صرف توانسته است به این پیام جان ببخشد که فرمانروایی کوروش تحقق خواست مردوک بوده است. تغییر دیدگاه از آسمان به زمین، از ایران به بابل و از بابل به خارج، کیفیت اثر را نشان می‌دهد.
این دیدگاه ساده‌انگارانه که کتیبه‌های پیِ بنا فقط برای پادشاهان، خدایان، و آیندگان بوده‌اند، با نمونه‌های فراوان نسخه‌های بایگانی‌شده یا نمایش داده شدهٔ کتیبه‌های شاهان آشور نو و بابل نو، کتیبه‌های جانشینان هخامنشی کوروش، و نیز با قطعه‌های تازه یافت‌شدهٔ لوحهٔ گلیِ نسخهٔ قیشتی-مردوک از متن استوانه تناقض دارد. سازندهٔ اثر مخاطبانی را مدنظر داشته است اما گُسترهٔ مخاطبان، ابزار ارائهٔ متن به آن‌ها، و فرایند انتقال متن به دانشمندان بعدی همچون قیشتی-مردوک موضوع حدس و گمان‌ها و اختلاف نظرهاست. محتوای استوانه نشان می‌دهد که به‌طور خاص برای مخاطبان بابلی نوشته شده است.

## ترجمه

### تاریخچهٔ ترجمهٔ متن

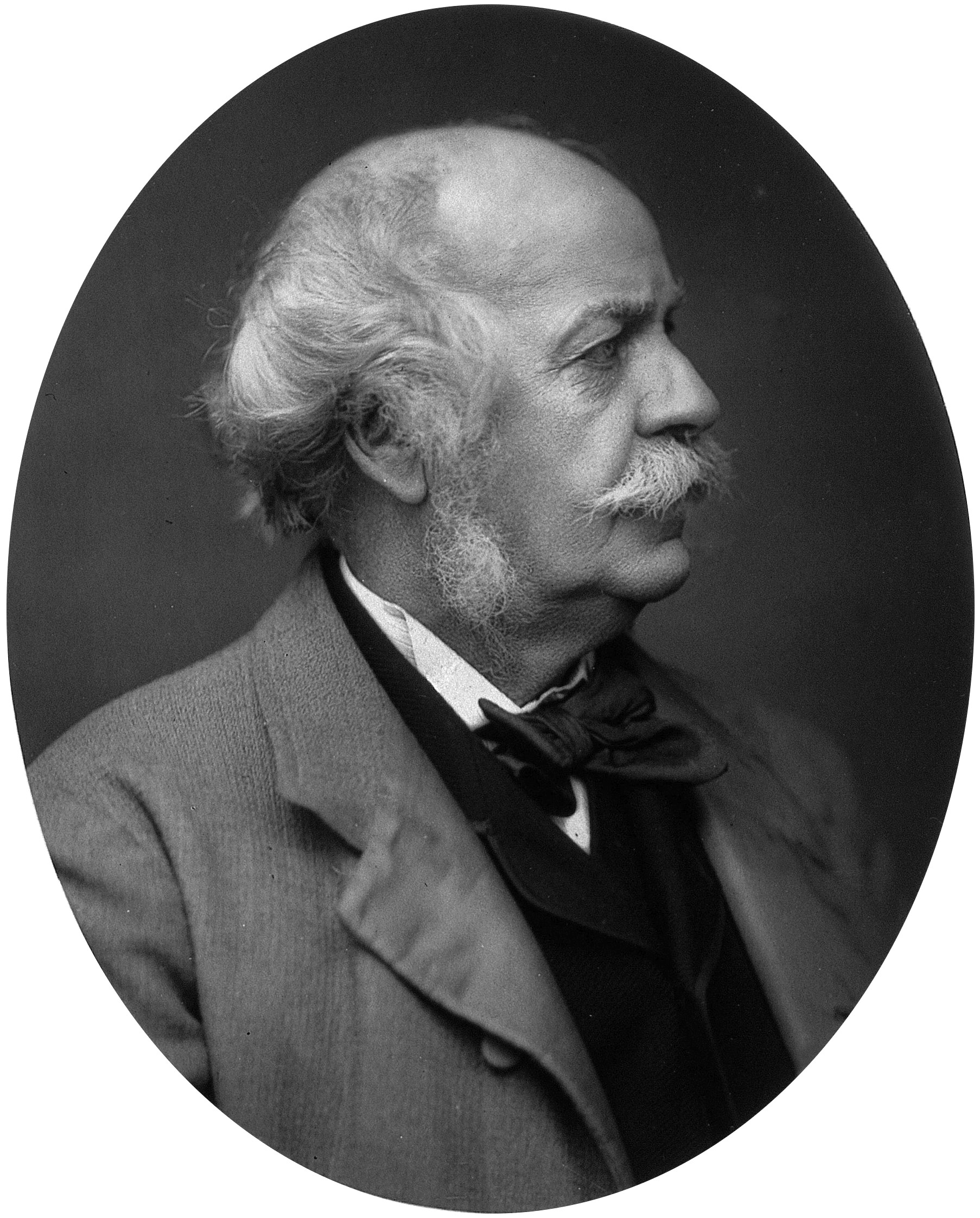
هنری راولینسون، کسی که برای نخستین بار متن استوانه را به زبان انگلیسی ترجمه کرد.

پس از کشف استوانه و انتقال آن به موزهٔ بریتانیا در سال ۱۸۸۰، تئوفیلوس پینچز نخستین نسخه‌برداری از متن را انجام داد و متوجه شد که این استوانه متعلق به کوروش هخامنشی است و بخشی هم از زبان خود اوست و مربوط به فتح بابل است. سپس هنری راولینسون براساس این نسخه‌برداری، در همان سال برای اولین بار متن استوانهٔ کوروش را به زبان انگلیسی ترجمه کرد و در نشریهٔ انجمن سلطنتی آسیایی انتشار داد. ابرهارد شرادر نیز در سال ۱۸۹۰ ترجمه‌ای از این استوانه را انجام داد. در سال ۱۹۱۱، فرانتس هاینریش وایسباخ حرف‌نویسی و ترجمهٔ استوانه را به‌همراه دیگر نوشته‌های شاهان هخامنشی به چاپ رسانید. پس از وی نیز کسان دیگری همچون لئو اوپنهایم، ویلهلم آیلرز و هانشپتر شاودیگ به ترجمهٔ این استوانه دست یازیدند.
در سال ۱۹۷۵، پاول ریچارد-برگر استاد پیشین دانشگاه مونستر نخستین کسی بود که سطر ۳۶ گل‌نوشته را خواند زیرا که تا آن زمان به‌دلیل آسیب‌دیدگی متن خوانده نشده بود. پژوهش‌های وی نشان داده بود که قطعهٔ گل‌نوشتهٔ موجود در دانشگاه ییل که پیش‌تر گمان برده می‌شد متعلق به نبونایید باشد بخشی از استوانهٔ کوروش است. او متن استوانه را با توجه به قطعهٔ جدید، حرف‌نویسی و ترجمه کرد و پیشنهادهایی برای بازسازی برخی از افتادگی‌ها به‌زبان آلمانی منتشر کرد. آخرین ترجمه‌ها از استوانهٔ کوروش را میکالووسکی و ایروینگ فینکل انجام داده‌اند.
در ایران این استوانه برای نخستین‌بار توسط عبدالمجید ارفعی از اکدی به فارسی ترجمه شد و پس از او نیز شاهرخ رزمجو ترجمهٔ نوینی از آن را براساس یافته‌های تازه منتشر کرده است. حسین بادامچی نیز ترجمه‌ای از اصل اکدی به فارسی از این استوانه منتشر کرده است.

### ترجمهٔ فارسی
متن زیر براساس ترجمهٔ شاهرخ رزمجو است:
| ... | شکستگی                     |
| []  | بخش‌های شکسته یا بازسازی‌شده |
| ()  | توضیحات                    |
| (؟) | احتمال‌ها                   |

1. [آن هنگام که مر]دوک، پادشاه همهٔ آسمان و زمین، [......،...... (که) در..... یَش[..ِ.. دشمنانش (؟) را] ویران می‌کند.
2. [.................................................................] با داناییِ گسترده (؟)، [... که گو]شه‌های جهان [را نظاره (؟)می‌کند]،
3. [........................................................... بزر]گزاده‌اش (= بِلشَزَر)، فرومایه‌ای به سروری سرزمینش گمارده شد.
4. [.................................................................................................] (نبونئید)[فرمانروایی (؟)سا]ختگی بر آنان گمارد،
5. نمونه‌ای (ساختگی) از اِسَگیل ساخت و […] برای (شهر) اور و دیگر جایگاه‌های مقدس [............]
6. آیین‌هایی که شایستهٔ آنان (خدایان/پرستشگاه‌ها) نبود. پیشکشی[هایی ناپاک] ..................................... بی‌پروا [.......] هر روز یاوه‌سرایی می‌کرد و (به شیوه‌ای) [اها] نت‌آمیز
7. پیشکشی‌های روزانه را بازداشت. او در [آیین‌ها دست برد و] ................................ درون پرستشگاه‌ها برقرار [کرد]. در دلش به ترس از مردوک –شاه خدایان- پایان [داد].
8. هر روز به شهرش (= شهر مردوک) بدی روا می‌داشت [..................................... همهٔ مردما] نش (= مردمان مردوک) را با یوغی رها نشدنی به نابودی کشاند.
9. اِنلیل خدایان (= مردوک)، از شِکوهٔ ایشان بسیار خشمگین شد، و [........................] قلمرو آنان (را ؟) [.........................]. خدایانی که درون آن‌ها می‌زیستند محراب‌هایشان را رها کردند،
10. خشمگین از اینکه او (=نبونایید) (آنان را) (= خدایان غیر بابلی) به (شهر) شوانّه (= بابل) وارد کرده بود. مردوک بلند [پایه، انلیلِ خدایان] به رحم آمد. (او) به همهٔ زیستگاه‌هایی که جایگاه‌های (مقدس) شان ویران گشته بود
11. و مردم سرزمین سومر و اَکد که همچون کالبد مردگان شده بودند، اندیشه [اش] را بگردانید (و) بر آنان رحم آورد. او همهٔ سرزمین‌ها را جست و بررسی کرد،
12. شاهی دادگر را جستجو کرد که دلخواهش باشد. او کوروش، شاه (شهر) انشان را به دستانش گرفت و او را به نام خواند، (و) شهریاری او را بر همگان به آوای بلند بَرخواند.
13. او (= مردوک) سرزمین گوتی (و) همهٔ سپاهیان مادی را در برابر پاهای او (=کوروش) به کرنش درآورد و همهٔ مردمان سرسیاه (=عامهٔ مردم) را که (مردوک) به دستان او (=کوروش) سپرده بود،
14. به دادگری و راستی شبانی کرد. مردوک، سرور بزرگ، که پرورندهٔ مردمانش است، به کارهای نیک او (=کوروش) و دل راستینش به شادی نگریست
15. (و) او را فرمان داد تا بسوی شهرش (=شهر مردوک)، بابل، برود. او را واداشت (تا) راه (شهر) تینتیر (=بابل) را در پیش گیرد و همچون دوست و همراهی در کنارش گام برداشت.
16. سپاهیان گسترده‌اش که شمارشان همچون آب یک رودخانه شمردنی نبود، پوشیده در جنگ‌افزارهایشان در کنارش روان بودند.
17. (مردوک) او (=کوروش) را بدون جنگ و نبرد، به درون (شهرِ) شواَنّهَ (=بابل) وارد کرد (و) شهرش، بابل را از سختی رهانید. او (=مردوک) نبونئید، شاهی ار که از او نمی‌هراسید، در دستش (=دست کوروش) نهاد.
18. همهٔ مردم بابل، تمامی سرزمین سومر و اَکد، بزرگان و فرمانبرداران در برابرش کرنش کردند (و) بر پاهایش بوسه زدند، از پادشاهی او شادمان گشتند (و) چهره‌هایشان درخشان شد.
19. آنان (مردوک)، سروری را که با یاری‌اش به مردگان زندگی بخشید (و) آنکه همه را از سختی و دشواری رهانید، شادمانه ستایش کردند و نامش را ستودند.
20. منم کوروش، شاه جهان، شاه بزرگ، شاه نیرومند، شاه بابل، شاه سومر و اَکد، شاه چهارگوشهٔ جهان.
21. پسر کمبوجیه، شاه بزرگ، شاه شهر انشان، نوهٔ کوروش، شاه بزرگ، شا [ه شهر] انشان، نوادهٔ چیش‌پش، شاه بزرگ، شاه شهر انشان،
22. دودمان جاودانهٔ پادشاهی، که خدایان بِل و نَبو فرمانرواییش را دوست می‌دارند (و) پاد[شا]هی او را با دلی شاد یاد می‌کنند. آنگاه که با آشتی به در[ون] بابل درآمدم،
23. جایگاه سروری [خود] را با جشن و شادمانی در کاخ شاهی برپا کردم. مردوک، سرور بزرگ، قلب گشادهٔ کسی که بابل را دوست دارد، همچون سرنوشتم به من [بخشید] (و) من هر روز ترسان در پی نیایش‌اش بودم.
24. سپاهیان گسترده‌ام با آرامش درون بابل گام برمی‌داشتند. نگذاشتم کسی در همهٔ [سومر و] اَکد هراس‌آفرین باشد.
25. در پیِ امنیت [شهرِ] بابل و همهٔ جایگاه‌های مقدسش بودم. برای مردم بابل [...............] که برخلاف خوا[ست خدایان] یوغی بر آنان نهاده بود که شایسته‌شان نبود،
26. خستگی‌هایشان را تسکین دادم (و) از بندها (؟) رهایشان کردم. مردوک، سرور بزرگ، از رفتار [نیک من] شادمان گشت (و)
27. به من کوروش، شاهی که از او می‌ترسد و کمبوجیه پسر تنی [ام و به] همهٔ سپاهیانم،
28. برکتی نیکو ارزانی داشت، تا با آرامش، شادمانه در حضورش باشم. به [فرمان] والایش، همهٔ شاهانی که بر تخت‌ها نشسته‌اند،
29. از هر گوشهٔ (جهان)، از دریای بالا تا دریای پایین، آنان که در [سرزمین‌های دوردست] می‌زیند، (و) شاهان سرزمین اَمورّو که در چادرها زندگی می‌کنند، همهٔ آنان،
30. باج سنگینشان را به بابل آوردند و بر پاهایم بوسه زدند. از [شواَنّهَ] (=بابل) تا شهر آشور و شوش،
31. اَکد، سرزمین اِشنونهَ، شهر زَمبَن، شهر مِتورنو، دِر، تا مرز گوتی، جایگاه[های مقدس آنسو] ی دجله که از دیرباز محراب‌هایشان ویران شده بود،
32. خدایانی را که درون آن‌ها ساکن بودند، به جایگاه‌هایشان بازگرداندم و (آنان را) در جایگاه‌های ابدی خودشان نهادم. همهٔ مردمانِ آنان (=آن خدایان) را گردآوردم و به سکونتگاه‌هایشان بازگرداندم
33. و خدایان سرزمین سومر و اَکد را که نبونئید – در میان خشم سرور خدایان- به بابل آورده بود، به فرمان مردوک، سرور بزرگ، به سلامت
34. به جایگاه‌هایشان بازگرداندم، جایگاهی که دلشادشان می‌سازد. باشد تا همهٔ خدایانی که به درون نیایشگاه‌هایشان بازگرداندم،
35. هر روز در برابر (خدایان) بِل و نبو، روزگاری دراز (=عمری طولانی) برایم خواستا شوند (و) کارهای نیکم را یادآور شوند و به مردوک، سرورم، چنین گویند که «کوروش، شاهی که از تو می‌ترسد و کمبوجیه پسرش»
36. … [... (باشد که) آنان تا روزگاران دراز (؟)، سهمیه‌دهندگان نیایشگاه‌هایمان باشند و (؟)] (باشد که) مردمان بابل شاهیِ مرا [بستایند]. من همهٔ سرزمین‌ها را در صلح (امنیت) نشاندم.
37. ...................................................... [غا] ز، دو مرغابی ده کبوتر، بیشتر از [پیشکشی‌های پیشینِ] غازها و مرغابی‌ها و کبوترهایی که
38. ....................................................... [روزا]نه افزودم. در پی استوار کردن بارویِ دیوار ایمگور –انلیل، دیوار بزرگ بابل برآمدم
39. [.................................] دیواری از آجر پخته، بر کنارهٔ خندقی که شاهی پیشین ساخته بود، ولی سا[ختش را به پایان نبرده بود] ........ کار آن را [.... به پایان بردم.]
40. ....... که [شهر را] از بیرون [در بر نگرفته بود]، که (هیچ) شاهی پیش از من (با) کارگرانِ به بیگاری [گرفته شدهٔ سرزمینش در] بابل نساخته بود.
41. [.................................................] (آن را) [با قیر] و آجر پخته از نو برپا کردم و [ساختش را به پایان رساندم].
42. [.................................... دروازه‌های بزرگ از چوب‌های سِدر] با روکش مفرغین. من همهٔ آن درها را با آستانه [ها و قطعات مسی] کارگذاردم.
43. [.................................... کتیبه‌ای از] آشوربانیپال، شاهی پیش از من، [(بر آن) نو] شته شده بود، [درون آن دید] م.
44. [.................................. در جای خود [نهادم (؟)] ....................... (باشد که) مردوک، سرور بزرگ، همچون هدیه‌ای به من عطا کند زندگانی دراز، [(و) عمری کامل،]
45. [تختی ایمن و سلطنتی پایدار، و باشد که من .................................................................... در قلبت تا به] جاودان.

نام کاتب لوحهٔ گلی (مربوط به دو قطعهٔ نویافته):
[نوشته و تطبیق] شده [از (روی لوحهٔ) ....]؛ (این) لوحهٔ قیشتی-مردوک، پسرِ [...].

## زبان
شکل حروف میخی که متن استوانه با آن نوشته شده است یادآور شکل‌های هم‌روزگار بابلی نو در کاربرد رایج آن بود؛ نه همانند نشانه‌های زینتی و کهن که پاره‌ای از پادشاهان بابلی نو در نوشتن کتیبه‌ها استفاده می‌کردند. زبان متن گونه‌ای از گویش بابلی اکدی است که به آن «بابلی معیار» گفته می‌شد و در آشور و بابل زبان ادبیات، علم و دانش، تحصیل و همچنین زبان کتیبه‌های سلطنتی بوده است. در مقایسه با زبان نامه‌های هم‌روزگار، یعنی زبانی که مردم به وسیلهٔ آن با یکدیگر ارتباط برقرار می‌کردند، دارای واژگان فاخر، صورت‌های دستوری رسمی و متکلف و کاربردهای کهن است.
متن استوانه کاملاً به‌شیوهٔ نگارش بابلی است و براساس سنت نوشتاری بابل به نگارش درآمده است. شیوهٔ جمله‌بندی‌های آن یادآور متن‌های پیشین مربوط به دورهٔ بابل نو است؛ بنابراین نویسندهٔ متن به‌خوبی با متن‌های ادبی و تاریخی پیش از خود آشنایی داشته است.
پیام اصلی فاتح که خود را به عنوان بازگردانندهٔ نظم توصیف می‌کند، یک مضمون سلطنتی قابل احترام است. عناصر این توصیف، از جملهٔ زمان‌دار آغازین که زمینه را آماده می‌کند تا دعای پایانی، به یک سنت تثبیت‌شدهٔ کهن تعلق دارد. چنین زبان فاخری آراسته به این صورت‌های آشنا، برای خواننده یا شنوندهٔ باستانی تازگی نداشته است؛ حتی جایی که بینندهٔ امروزی نوعی تغییر تاریخی را تشخیص می‌دهد.

## ارتباط با منابع دیگر

### رابطه با کتاب اشعیا
نویسندهٔ کتاب اشعیا (۴۰–۵۴) از افکار پارسی‌ها بهره‌مند شده؛ چنان‌که آیات اشعیا (چهل و یک: ۲–۳؛ چهل و دو: ۱–۷؛ ۴۳:۱۴ و ۴۴:۲۸ و چهل و پنج: ۱–۵، ۱۳–۱۴؛ چهل و هشت: ۱۴–۱۵) با محتوای استوانهٔ کوروش موازی است؛ بنابراین، هردوی آن‌ها از یک منبع مشترک استفاده کرده‌اند که نشان‌دهندهٔ تبلیغات یکسان پارسیان در میان یهودی‌ها و بابلی‌ها است و همان‌طور که در میان بابلی‌ها کوروش به عنوان برگزیدهٔ مردوک شناخته می‌شد، برای یهودی‌ها نیز کوروش برگزیدهٔ یهوه لقب گرفت.

### ارتباط با کتیبه‌های بابلی بعدی

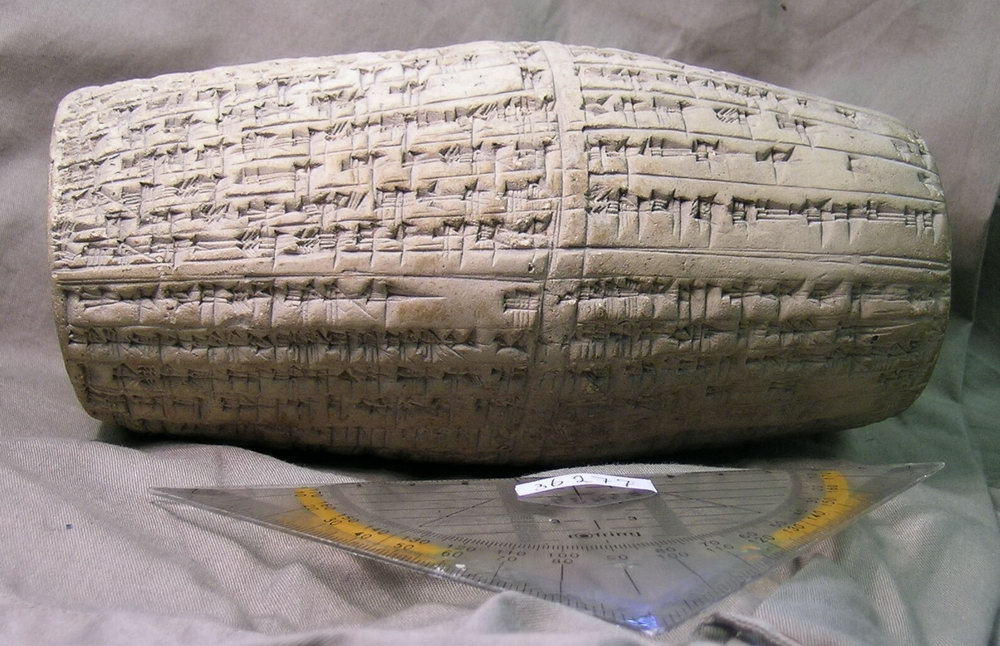
استوانهٔ آنتیوخوس یکم

متن استوانهٔ کوروش اصلاح شرایط موجود را توصیف می‌کند و بابل در کانون توجه آن قرار دارد اما هنگامی که بابل در محدودهٔ یک شاهنشاهی قرار گرفت که همهٔ قاره را دربرداشت، بسیاری از چیزها از جمله کتیبه‌های سلطنتی بابلی به ناگزیر تغییر کردند. دو کتیبهٔ کوتاه دیگر متعلق به کوروش در مکان‌هایی در جنوب بابل به دست آمده است که هر دو بر روی خشت‌های به کار رفته در پروژه‌های ساختمانی سلطنتی، مُهر شده‌اند. در یکی از آن‌ها که در اور به دست آمده است، همچون متن استوانه و با اصطلاحاتی همانند آن، کوروش به عنوان یک فاتح خارجی مهربان توصیف شده است؛ در این کتیبه او «شاه انشان» خوانده شده است و همچنین در آن آمده است که خدایان به او فرمانروایی بر همهٔ سرزمین‌ها را داده‌اند و او در «آن سرزمین» (بابل) صلح برقرار کرده است. در کتیبهٔ دیگری که در اوروک به دست آمده است او فقط به عنوان شاهی قدرتمند و دوستدار پرستشگاه اسگیلَ (پرستشگاه مردوک) و پرستشگاه اِزیدا (پرستشگاه نبو) توصیف شده است که این ویژگی‌ها ممکن است در مورد هر فرمانروای بابلی دیگری گفته شده باشد.
هیچ سند قابل مقایسهٔ دیگری از جانشینان ایرانی کوروش، در بابل به دست نیامده است. تا آنجا که آشکار است آن‌ها بازسازی پرستشگاه‌ها و کاخ‌ها را به شیوه‌های مرسوم بابلی حمایت نمی‌کردند و برای آن‌ها مراسم یادبود برگزار نمی‌کردند. از دورهٔ فرمانروایی داریوش بزرگ به بعد کتیبه‌های شاهان هخامنشی در کاخ‌های تخت جمشید و شوش و بر روی صخرهٔ بیستون در غرب ایران و در جاهای دیگر معمولاً در کنار نسخه‌های ایلامی و فارسی باستان، نسخه‌هایی به زبان بابلی نیز داشتند. چند قطعه از این کتیبه‌های سه‌زبانه در مجموعهٔ کاخی در بابل پیدا شده است.
این کتیبه‌های بعدی هخامنشی در ساختار و محتوا با کتیبه‌های سلطنتی کهن‌تر میان‌رودان و با متن استوانهٔ کوروش بسیار تفاوت داشتند. هدف آن‌ها تضمین تداوم میان‌رودان نبود. با وجود این، در طولانی‌ترین و مفصل‌ترین آن‌ها یعنی کتیبهٔ بزرگ داریوش بزرگ در بیستون، نسخهٔ بابلی به شکلی که برای مخاطبان بابلی خاصی مناسب بود، در بعضی جاها با نسخه‌های ایلامی و فارسی باستان تفاوت دارد. در حقیقت در نسخهٔ بابلی از قطعه‌ای از این متن، خدایی که داریوش را برگزیده و هدایت و حمایت کرده، بعل خوانده شده است تا خواننده یا شنوندهٔ بابلی تصور کند منظور از آن مردوک است، یعنی مردوک که کوروش را هدایت کرده داریوش را نیز هدایت کرده است.
سنت نگارش کتیبه روی استوانه، پس از استوانهٔ کوروش نیز تا مدتی تداوم داشت. پس از آن که جانشینان سلوکی اسکندر مقدونی بر بابل سلطه یافتند، آنتیوخوس یکم کتیبه‌ای بر روی استوانهٔ گلی بُشکه‌مانند مشابهی به‌جای گذاشت. این استوانه مانند نمونه‌های بابلی کهن‌تر در دو ستون موازی قرار داده شده بود و با نشانه‌های باستانی نوشته شده بود. این استوانه به یادبود اِزیدا، پرستشگاه نبو در بورسیپا نزدیک بابل بوده است. همانند استوانهٔ کوروش در این استوانه هم برای شاه و پسرش (اما برخلاف استوانهٔ کوروش برای همسرش نیز) طلب رحمت شده است. استوانهٔ آنتیوخوس آخرین نمونهٔ شناخته‌شدهٔ این نوع سند است.

## بیانیهٔ حقوق بشر

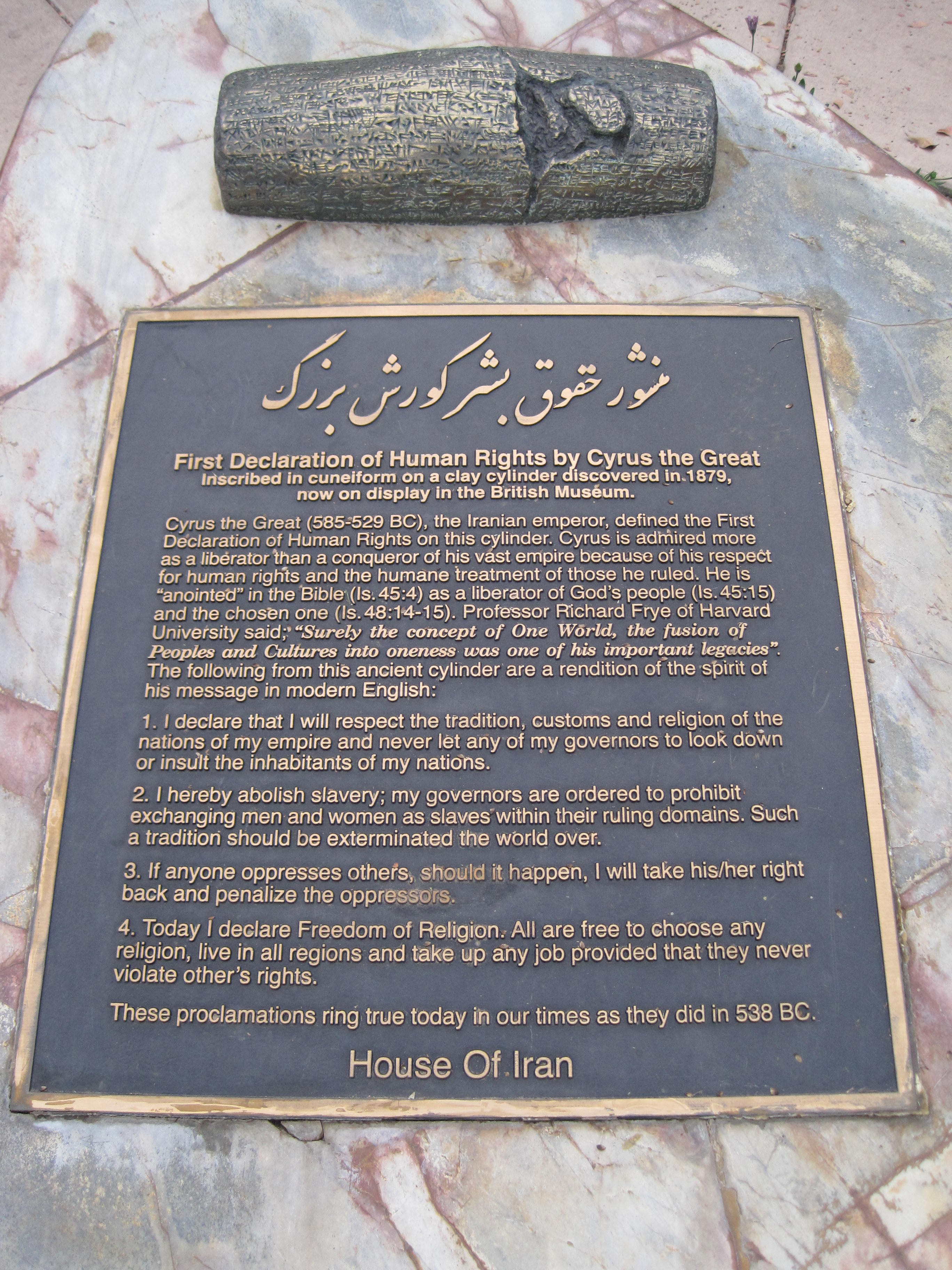
بنای یادبود استوانهٔ کوروش در پارک بالبوآ در سن دیگوی کالیفرنیا، نمونه‌ای از ترجمهٔ نادرست متن استوانه است.

برخی از پژوهشگران از این سند به عنوان نخستین منشور حقوق بشر یاد می‌کنند. به عقیده ژاله آموزگار دلیل اطلاق «نخستین منشور حقوق بشر» به این استوانه می تواند این نکته باشد که قدیمی ترین سند کتبی از دادگستری و آزاداندیشی نسبت به دگراندیشان در تاریخ بشریت است آنهم در زمانی که فرمانروایان هم دورهٔ کوروش رفتار بسیار خشنی نسبت به اقوام مغلوب داشتند. در سال ۱۹۷۱ سازمان ملل آن را به شش زبان رسمی سازمان منتشر کرد و بدلی از این استوانه در مقر سازمان ملل متحد در شهر نیویورک نگهداری می‌شود. بان کی‌مون، دبیرکل وقت سازمان ملل متحد در جریان سفر به تهران از استوانهٔ کوروش به عنوان «نخستین بیانیهٔ حقوق بشر» یاد کرد و آن را «مایهٔ افتخار ایرانیان» دانست.
سازمان عفو بین‌الملل درباره ارتباط تاریخچه حقوق بشر و استوانه کوروش در مقاله ای می‌نویسد: این موفقیت به نظر می‌رسد از سال ۵۳۹ قبل از میلاد آغاز شد، پس از آن که ارتش‌های باستانی ایران تحت فرماندهی کوروش بزرگ، شهر بابل را فتح کردند. کوروش با انجام یک اقدام انسان‌دوستانه انقلابی، بردگان را آزاد کرد و اعلام نمود که هر کسی می‌تواند دین خود را انتخاب کند و آزادی دینی را برقرار کرد. تمامی این موارد بر روی استوانه‌ای از گل پخته به زبان اکدی نوشته شد. این را می‌توان نخستین منشور حقوق بشر در جهان دانست که مبنای آزادی و حقوق بشر را برای سایر نقاط جهان فراهم کرد - ابتدا هند، سپس یونان و روم. از اینجا بود که تمدن از طریق مفهوم «قانون طبیعی» متولد شد، مفهومی که فرهنگ لغت آکسفورد آن را به عنوان «مجموعه‌ای از اصول اخلاقی ثابت که به عنوان مبنای تمام رفتار انسانی شناخته می‌شود» تعریف کرده است.
روبرت یوهانس ون در اسپک، باستان‌شناس هلندی، اطلاق عنوان «نخستین منشور حقوق بشر» را به دلیل درک نادرست از گفتمان سیاسی و مذهبی دنیای باستان و مقایسهٔ نادرست با پادشاهان آشور می‌داند. همچنین به نوشتهٔ کلاوس گالاس باستان‌شناس آلمانی، سازمان ملل در نامیدن این استوانه به عنوان منشور حقوق بشر دچار خطای بزرگی شده است. این جمله که برده‌داری باید در همهٔ جهان منسوخ شود، یک ترجمهٔ مجعول است. حتی شیرین عبادی این ترجمهٔ مجعول را باور کرده و در سخنرانی جایزه نوبل از آن نق کنند که شیفتهٔ آیین زردشتی است و با نفی شرک و بت‌پرستی به ویژه به دین یهودی-اسراییلی نزدیک می‌شود اما مسئله به این صورت نه برای کوروش مطرح بوده و نه برای رهبران یهود؛ چون مذهب و سیاست در جوامع باستانی خاور نزدیک بسیار به هم وابسته بوده است.
هنگامی که محمدرضا شاه تصمیم گرفت جشن‌های ۲۵۰۰ سالهٔ شاهنشاهی ایران را برگزار کند، ادعا کرد که استوانهٔ کوروش به عنوان نخستین بیانیهٔ حقوق بشر جهان در ایران پدید آمده است. مقایساتی که کارشناسان موزهٔ بریتانیا با متون مشابه انجام داده‌اند، نشان می‌دهد که فرمانروایان عراق باستان ۲۰۰۰ سال پیش از کوروش هنگام به تخت نشستن بیانیه‌های مشابهی صادر می‌کردند. استوانه ممکن است واقعاً یک سند حقوق بشری باشد و واضح است که با تاریخ ایران مرتبط است ؛  بخشی از تاریخ شرق باستان، پادشاهی بین‌النهرین است. نیل مک‌گرگور معتقداست موزهٔ بریتانیا بایستی در برابر محدود کردن مفهوم این شی و تخصیص آن برای مقاصد سیاسی مقاومت کند.
رضا ضیا ابراهیمی، استاد تاریخ کینگز کالج لندن، استوانهٔ کوروش را پروپاگاندای بابلی و نوعی مانور سیاسی برای جذب نخبگان مذهبی و اقتصادی بابل می‌داند و اطلاق «اعلامیهٔ حقوق بشر» به این متن را نمونه‌ای از زمان‌پریشی می‌یابد. لوید لولین جونز استاد تاریخ باستان دانشگاه ادینبرو نیز آن را پروپاگاندای کوروش می‌داند.

## نمایش در ایران

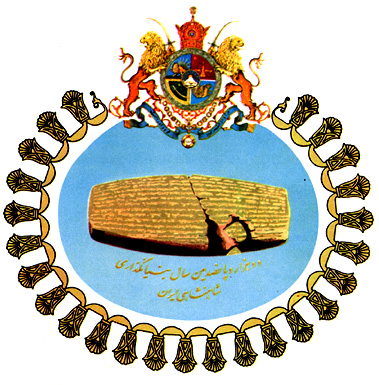
استوانهٔ کورش در درون نماد جشن‌های ۲۵۰۰ ساله

در جریان جشن‌های ۲۵۰۰ سالهٔ شاهنشاهی ایران، استوانهٔ کوروش به رغم مخالفت دولت وقت بریتانیا برای چند روز به ایران آورده شد و در موزهٔ شهیاد آریامهر به نمایش درآمد. در بار دوم این استوانه برای نمایش به مدت ۴ ماه در ۱۰ سپتامبر ۲۰۱۰ تحت تدابیر امنیتی از بریتانیا وارد تهران شد. به همراه این استوانه ویترین نمایش آن نیز آورده شد. مذاکرات برای انتقال این اثر تاریخی از ۵ سال پیش آغار شده‌بود که نهایتاً ۲ سال قبل موزهٔ بریتانیا با انتقال آن به ایران موافقت کرد. با ورود استوانه کوروش برای بار دوم به ایران، گزارش‌هایی در فضای مجازی مبنی بر ارسال نسخه جعلی استوانه به ایران پخش شد. متولیان موزه بریتانیا به‌شدت این موضوع را تکذیب کرده و ادعا کرده‌اند پیش از افتتاح نمایشگاه، هیئتی از متخصصان ایرانی استوانه را بررسی و اصالت آن را تأیید کرده‌اند. به گفته موزه بریتانیا دلیل این سوءتفاهم مقاوم‌سازی‌های اخیر روی استوانه است که موجب متفاوت دیده شدن مقطع استوانه در تصاویر شده است. کار حفاظت از این قطعه و سایر قطعات در موزه بریتانیا یک فرایند مداوم است که برای پایدار کردن اشیاء تا حد امکان و مناسب ساختن آنها برای سفر صورت می‌پذیرد. در ۱۲ نوامبر ۲۰۱۰ مراسم رونمایی از استوانه با حضور و سخنرانی محمود احمدی‌نژاد رئیس‌جمهور وقت و اسفندیار رحیم مشایی رئیس وقت سازمان میراث فرهنگی برگزار شد. طی این مراسم احمدی‌نژاد چفیهٔ خود را بر گردن ۲ نفر که به‌عنوان نماد یک سرباز هخامنشی و کاوهٔ آهنگر در مراسم حضور داشتند و سپس به گردن یک جوان بسیجی انداخت. در این مراسم نیل مک‌گرگور، رئیس وقت موزهٔ بریتانیا، در سخنرانی خود که پیرامون تاریخچهٔ استوانه کوروش بود، حکومت کوروش را «بزرگ‌ترین امپراتوری جهان» نامید و فتح بابل و استوانهٔ کوروش را به ترتیب «پیروزی امپراتوری هخامنشی» و «فرازی از تاریخ یهودیان» توصیف کرد و این استوانه را یک «میراث همگانی و متعلق به همهٔ انسان‌ها» دانست. این استوانه در تاریخ ۱۲ آوریل ۲۰۱۱ به موزهٔ بریتانیا برگردانده شد.